# QJ Motor SRK 125r
 (mai 2025).
La QJ Motor SRK 125r est un modèle de moto légère (véhicule de catégorie L3e-A1), de type sportive, du constructeur chinois Qianjiang Motorcycle, accessible aux détenteurs du permis A1 ou B avec la formation de sept heures.

## Description
Elle est commercialisée en France par la SIMA depuis 2024, est conforme à la norme Euro 5 et est proposée en deux couleurs. Elle embarque un éclairage entièrement à LED, un freinage ABS à deux canaux, un moteur refroidi par liquide délivrant une puissance à la limite permise pour la catégorie des permis A1 (15cv), deux prises USB-A et USB-C, des jantes à bâtons, un écran couleur TFT de 5 pouces complet connectable par Bluetooth à un smartphone, deux poignées réglables, des commodos rétroéclairés. Elle se positionne aux côtés de la Yamaha R125, la Suzuki GSX-R125, la Kawasaki Ninja 125, la KTM RC 125.